# 8 (фильм)
«8» — художественный фильм испанского кинорежиссёра Хулио Медема. Премьера фильма состоялась во внеконкурсной программе Малагского кинофестиваля 16 марта 2025 года. В прокат в Испании фильм вышел 21 марта 2025 года.

## Сюжет
Сюжет фильма охватывает более чем 90-летний период испанской истории 20 века: в восьми частях фильм рассказывает об истории любви Октавио и Аделы, которые родились 14 апреля 1931 года, в день провозглашения Второй Испанской Республики.

## В ролях
- Хавьер Рей — Октавио
- Ана Рухас — Адела

## Съёмки
По словам Медема, кинопробы к фильму проходили несколько месяцев в пустой комнате, где белой лентой были помечены границы пространств. Для подбора траекторий движений актёров, оптики и света использовалась компьютерная программа Hal, разработанная сыном режиссёра Перу.
Восемь частей фильма различаются размером экрана и типом изображения, что соответствует представляемой эпохе. Сначала это чёрно-белые экспрессионистические кадры, вдохновлённые «Вампиром из Дюссельдорфа» Мурнау, затем добавляются синеватые, розоватые оттенки и сепия, период Гражданской войны представлен контрастным чёрно-белым изображением, цвет появляется в послевоенный период, в 1960-е годы изображение стилизовано под неореализм, в 1977 под «новую оптику», максимальное качество 35-мм плёнки показано в 1992 году, в 2008 году происходит переход к цифровому изображению HD, наконец в 2021 году к 6K.

## Критика
После выхода фильма критики отмечали, что он разделяет достоинства и недостатки предшествующих картин режиссёра и вряд ли оставит кого-то равнодушным, учитывая, сколько эмоций льётся с экрана. При этом особенностью фильма является то, что главной его темой становится социальная поляризация. Критик Fotogramas, оценив фильм на 3 балла из 5, указал на визуальную красоту и техническую виртуозность картины, отметив, что завершается она выводом о том, что «во всём виноваты политики».

## Комментарии
1. ↑  Вероятно, речь идёт о фильме Фрица Ланга «М».